# Ivan Medarić
Ivan Medarić, nadimci Ivica i Medo (Sisak, 7. studenog 1912. – Zagreb, 1991.), nogometaš i diplomirani veterinar. Kao nogometaš napadač bio je odličan dribler precizna centaršuta i udarca objema nogama.
Nogomet je započeo igrati 1927. godine u sisačkoj Segesti. U zagrebački HAŠK prelazi 1932. godine. 1936./37. godine igra za Građanski u kojem je posebno bio zapažen na turneji kluba u Engleskoj 1936. godine. 1937. godine ponovo se vraća u HAŠK. S Građanskim 1936./37. i HAŠK-om 1937./38. osvaja naslove državnog prvaka Jugoslavije. Igrao je za jugoslavensku i zagrebačku reprezentaciju. Od 1940. do 1943. igra u Vojvodini za novosadske klubove Vojvodinu i NAK. Potom se po treći puta vraća u zagrebački HAŠK. Zadnji puta je nastupio za HAŠK 18. ožujka 1945. godine (Građanski – HAŠK 3:1). Tada kao član Komunističke partije Jugoslavije odlazi u Narodnooslobodilačku borbu. Nakon drugog svjetskog rata zagrebački je sportski komesar, te igra za zagrebački Dinamo, za klub koji je dobio ime na njegov prijedlog. Postigao je prvi povijesni pogodak za zagrebački Dinamo. Igrao je još za sarajevski Željezničar i Naprijed iz Siska. Bio je trener zagrebačke Lokomotive i sisačkog Naprijeda. Dobitnik je srebrene plakete Nogometnog saveza Jugoslavije.